# Wólka Abramowska
Wólka Abramowska – wieś w Polsce położona w województwie lubelskim, w powiecie biłgorajskim, w gminie Goraj.
| SIMC    | Nazwa        | Rodzaj    |
| ------- | ------------ | --------- |
| 0887983 | Górki        | część wsi |
| 0887990 | Majdanek     | część wsi |
| 0888008 | Przedmieście | część wsi |
| 0888014 | Zakarczmie   | część wsi |
| 0888020 | Zawygonie    | część wsi |

W latach 1975–1998 miejscowość administracyjnie należała do województwa zamojskiego. 
Wieś jest sołectwem w gminie Goraj. Według Narodowego Spisu Powszechnego z roku 2011 wieś liczyła 398 mieszkańców i była czwartą co do liczby ludności miejscowością gminy.
Wierni Kościoła rzymskokatolickiego należą do parafii św. Kazimierza Królewicza w Radzięcinie.

## Położenie
Wólka Abramowska wraz z sąsiednim Abramowem położone są w południowej części gminy Goraj, przy granicy z gminą Frampol, na wzgórzach nad rzeką Ładą. W pobliżu miejscowości przebiega droga wojewódzka nr 835.

## Historia
Miejscowość wymieniona jest w Tabelli miast, wsi, osad, Królestwa Polskiego, z wyrażeniem ich położenia i ludności z 1827 roku; wieś należała wówczas do parafii w Radzięcinie, liczyła 30 domów i 146 mieszkańców. Słownik geograficzny Królestwa Polskiego z 1880 roku opisuje Abramów i Abramowską Wolę w jednym haśle; wieś posiadała wówczas gorzelnię oraz „obszerny ogród i sad”. Najbliższa stacja pocztowa znajdowała się we Frampolu. Skorowidz miejscowości Rzeczypospolitej Polskiej na podstawie Pierwszego Powszechnego Spisu Ludności z 1921 roku podaje 60 domów i 373 osoby, w tym 170 mężczyzn i 203 kobiety; wszyscy mieszkańcy zadeklarowali narodowość polską i wyznanie rzymskokatolickie.

## Demografia
Liczbę ludności na podstawie danych GUS (spisów powszechnych i rejestru PESEL) przedstawia poniższa tabela:
| Rok  | Ludność ogółem | Mężczyźni | Kobiety |
| ---- | -------------- | --------- | ------- |
| 1998 | 382            | 181       | 201     |
| 2002 | 414            | 201       | 213     |
| 2009 | 764            | 373       | 391     |
| 2011 | 398            | 197       | 201     |